# Alois Heidel

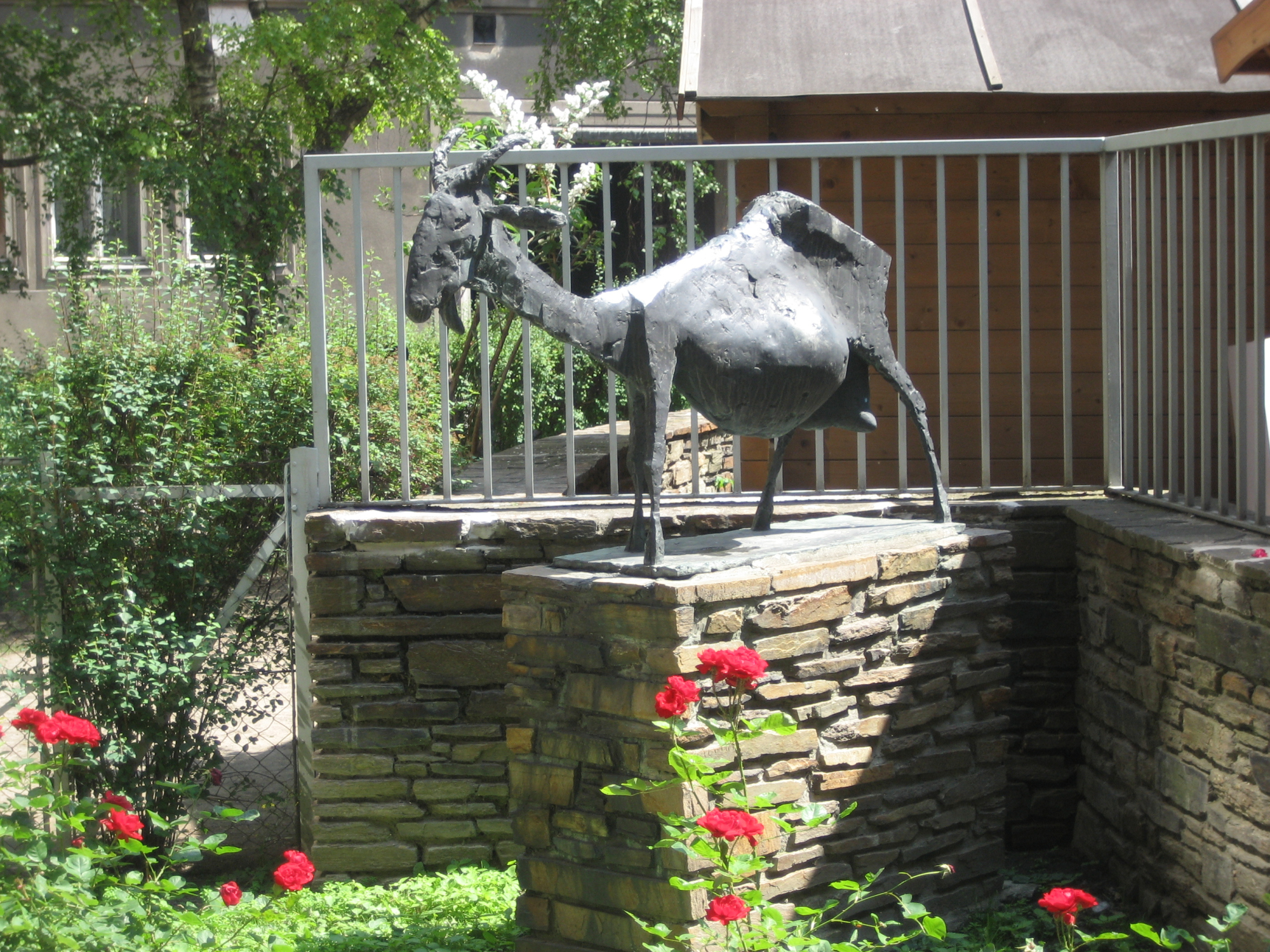
Die Ziege (1956) –
Wien 2., Obere Donaustraße 95–97

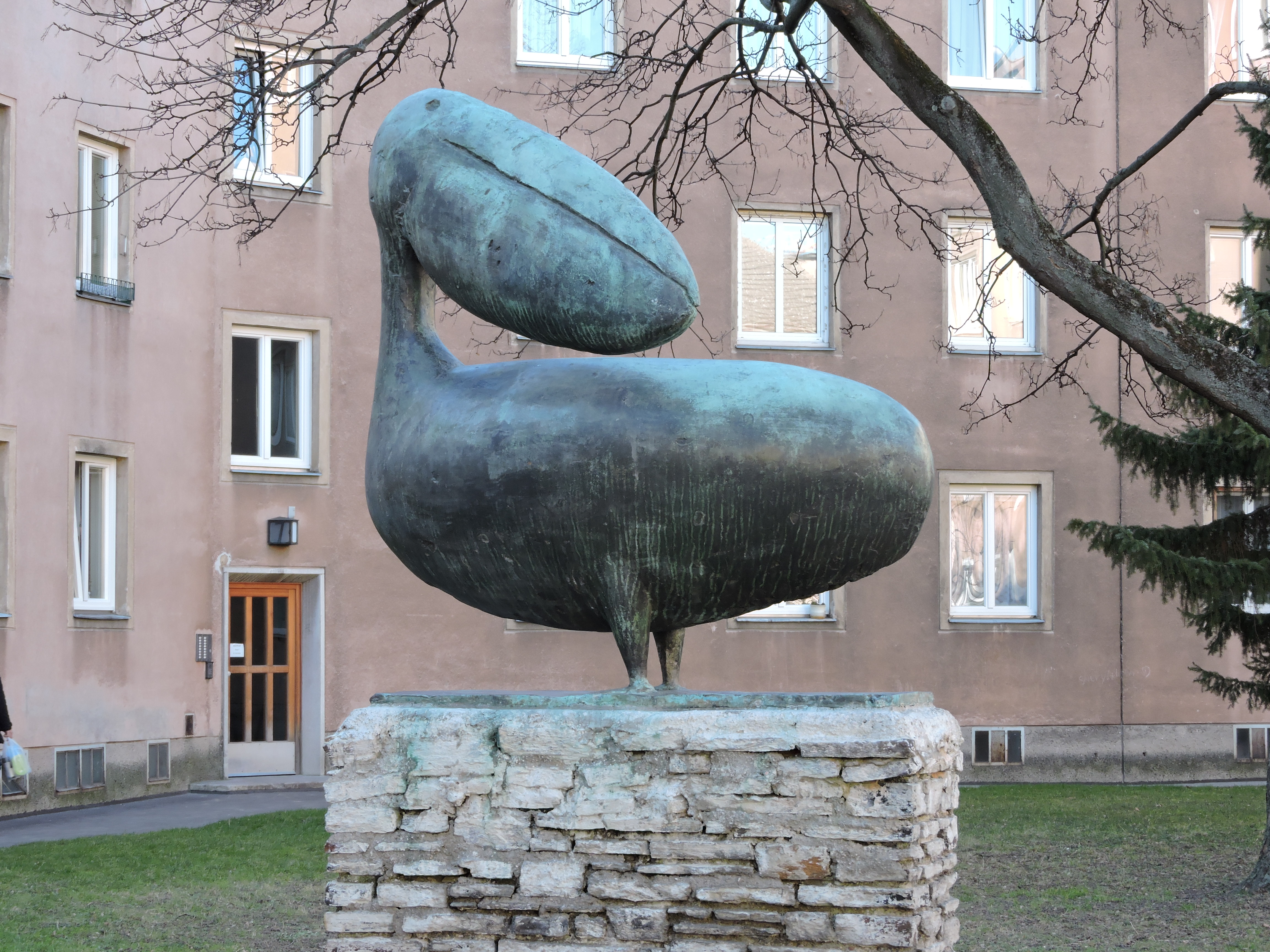
Pelikan (1954) –
Wien 21., Pragerstraße 93–99

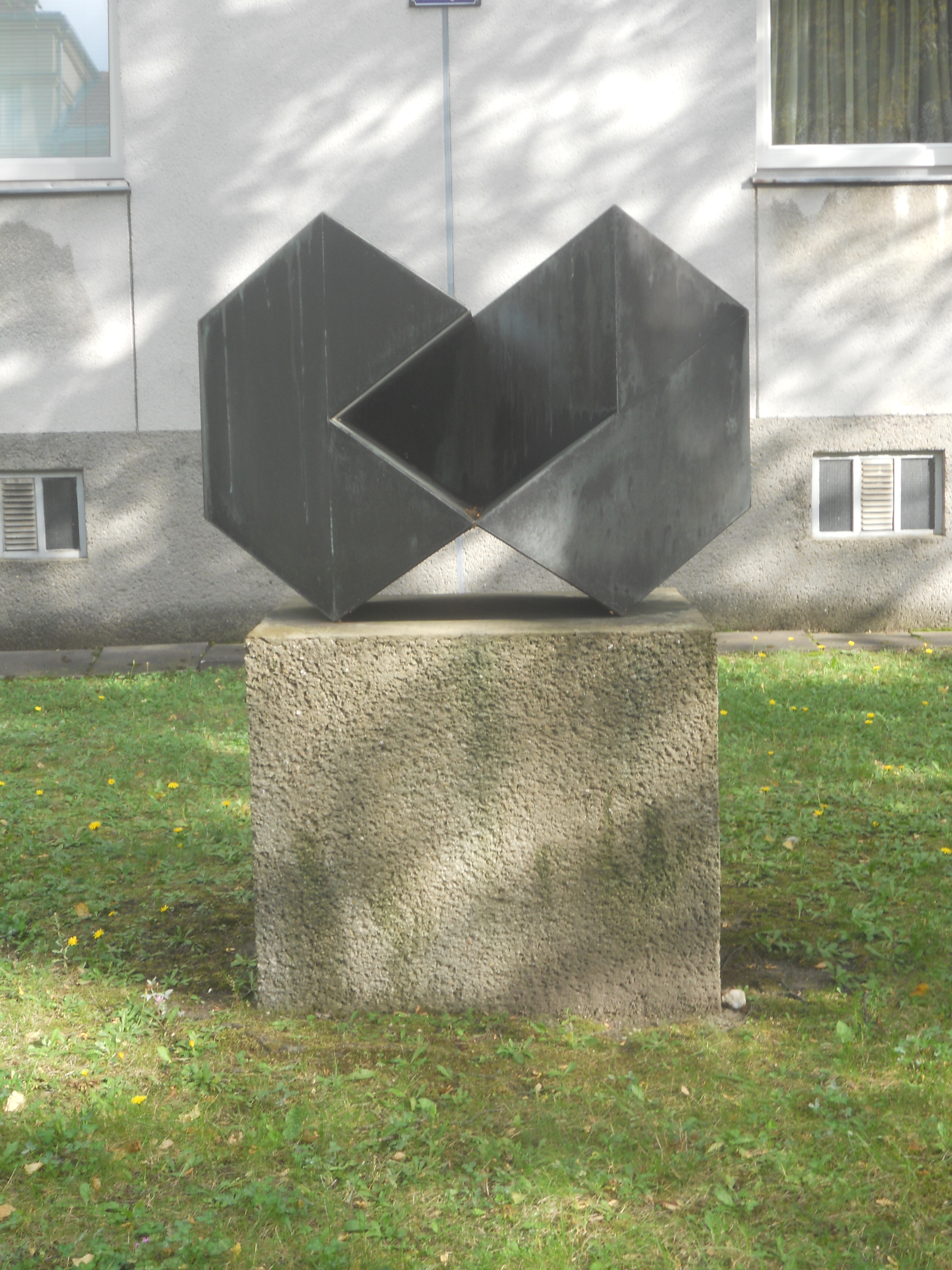
Prismenfigur, polyphon aufgebaut (1973) –
Wien 12., Oswaldgasse 19

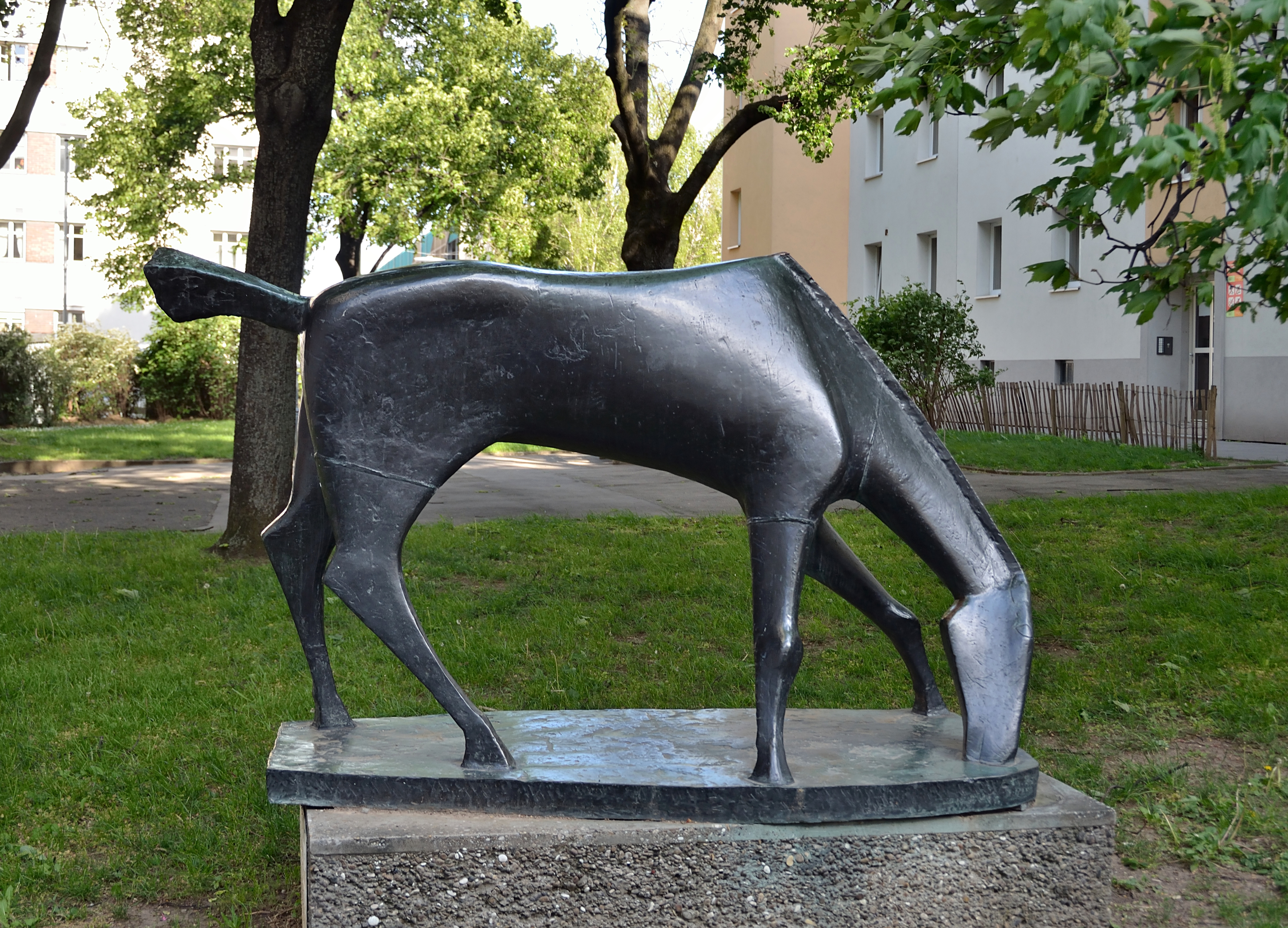
Pferd (1951?) –
Wien 10., Leebgasse 106

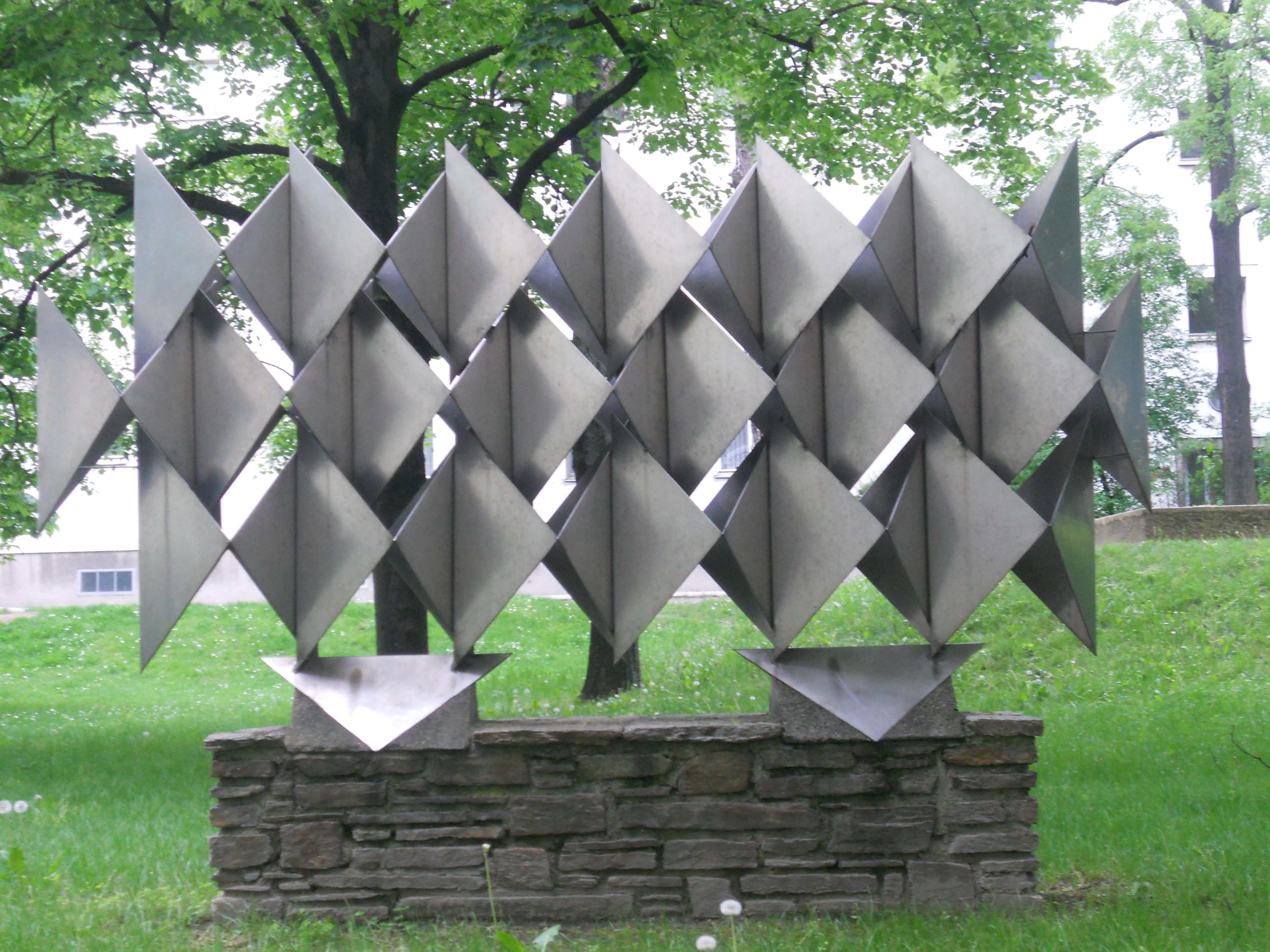
Lichtspiel (1965) – Stahlblechobjekt
Wien 2., Wehlistraße 303

Alois Heidel (* 30. Dezember 1915 in Wien; † 21. November 1990 ebenda) war ein österreichischer Bildhauer.

## Leben
Alois Heidel absolvierte eine Lehre als Gürtler und Ziseleur. Nachdem er 1938 als Monteur in einem Flugzeugwerk zwangsverpflichtet wurde, begann er 1943 an der Münchner Kunstakademie zu studieren. 1944 zum Militär einberufen, geriet er in Südfrankreich in englische Gefangenschaft.
Von 1946 bis 1953 studierte in Wien Bildhauerei an der Hochschule für Angewandte Kunst Wien bei Fritz Wotruba. 
Anschließend, von 1953 bis 1969 schuf Heidel zahlreiche Plastiken für Stadt Wien. Viele davon sind in den damals neu geschaffenen Wiener Gemeindebauten zugänglich.
Die Bronzeplastik Ziege im Georg-Emmerling-Hof löste dabei eine öffentliche Debatte aus, da sie, bar jeder Idylle und Verniedlichung, dem Naturbild der Zeitgenossen widersprach. Die Ziege wurde als ausgemergelt wahrgenommen und erinnerte die Zeitgenossen an gerade überstandene Notzeiten, was in Zeiten des Wiederaufbauoptimismus eine Irritation darstellte.
Ab 1975 war Heidel auch als Restaurator am Kunsthistorischen Museum Wien tätig.
Ab 1954 war er Mitglied der Secession. Er wurde am Jedleseer Friedhof bestattet.

## Auszeichnungen
- 1962 Preis der Stadt Wien für Bildende Kunst für Bildhauerei
- Im Jahr 1992 wurde in Wien-Strebersdorf der Alois-Heidel-Park benannt

## Werke
Auftragsarbeiten Kunst am Bau für die Stadt Wien:
- Wien 2., Obere Donaustraße 95–97: Bronzeplastik Ziege
- Wien 10., Leebgasse 106 / Van-der-Nüll-Gasse 95: Bronzeplastik Pferd
- Wien 12., Oswaldgasse 19: Plastik aus Kupferblech Prismenfigur, polyphon aufgebaut
- Wien 20., Stromstraße 2–16: Plastik Gänsebrunnen
- Wien 21., Prager Straße 93–99: Bronzeplastik Pelikan
- Wien 22., Thonetgasse / Andreas Morth Weg: Stahlblechplastik Prismenfigur
- Wien 23., Schlimekgasse 10 / Peterlinigasse: Bronzeplastik Ibis

Langenzersdorf Museum
- Das Langenzersdorf Museum zeigt in der Dauerausstellung Werke von Alois Heidel